# 古賀幸恵
古賀 幸恵（こが ゆきえ、1979年11月20日 - ）は、福岡県出身の日本の柔道家。現役時代は70kg級の選手。身長170cm。

## 経歴
福岡県の北九州市立沖田中学校から兵庫県にある湊川女子高校へ進むと、1年の時に全国高校選手権の66kg級で3位となった。2年の時には金鷲旗とインターハイ団体戦で、後に63kg級の世界チャンピオンとなる同級生の前田桂子とともに活躍して2位となった。全国高校選手権では再び3位となった。3年の時には金鷲旗で昨年に続く2位となったが、インターハイでは3位だった。全国女子体重別では決勝まで進むが、埼玉大学3年の天尾美貴に敗れて2位だった。埼玉大学に進むと、1年の時には選抜体重別の決勝で大学の3年先輩である天尾に敗れるが、2位となった。正力杯でも決勝で天尾に敗れた。全日本ジュニアでは優勝を飾った。世界ジュニアでも決勝でベルギーのキャサリン・ジャックに掬投で一本勝ちして優勝を飾った。優勝大会では決勝で筑波大学を破って国公立大学として初の優勝を飾った。世界学生では2位にとどまった。2年の時には、正力杯の決勝で帝京大学4年の福田美奈子を小外刈で破って優勝した。3年の時には全日本選手権に出場すると、3回戦で優勝候補である筑波大学2年の薪谷翠を2-1の微妙な判定ながら破るなどして決勝まで進むが、大阪府警の山下まゆみに0-3の判定で敗れ2位だった。4年の時には選抜体重別で決勝まで進むが　住友海上の上野雅恵に崩上四方固で敗れた。正力杯でも2位に終わった。3人制の優勝大会では優勝を飾った。全国女子体重別でもコマツの天尾に敗れて2位だった。2002年には高校時代の同級生だった筑波大学の前田とともにミキハウス所属となった。選抜体重別では2年連続3位だったが、2003年には実業個人選手権で優勝を飾った。翌年は2位にとどまった。引退後は上大久保中学の教員となった。

## 主な戦績
66kg級での戦績
- 1996年 -　全国高校選手権　3位
- 1996年 -　金鷲旗　2位
- 1996年 -　インターハイ　2位
- 1997年 -　ドイツジュニア国際　優勝
- 1997年 -　全国高校選手権　3位
- 1997年 -　金鷲旗　2位
- 1997年 -　インターハイ　3位

70kg級での戦績
- 1997年 -　全国女子体重別　2位
- 1998年 -　選抜体重別　2位
- 1998年 -　正力杯　2位
- 1998年 -　全日本ジュニア　優勝
- 1998年 -　世界ジュニア　優勝
- 1998年 -　優勝大会 優勝
- 1998年 -　世界学生　2位
- 1999年 -　正力杯　優勝
- 2000年 -　全日本選手権　2位
- 2000年 -　選抜体重別　3位
- 2000年 -　優勝大会　3位
- 2001年 -　選抜体重別　2位
- 2001年 -　優勝大会　3人制 優勝
- 2001年 -　ベトナム国際　優勝
- 2001年 -　正力杯　2位
- 2001年 -　全国女子体重別　2位
- 2002年 -　ハンガリー国際　3位
- 2002年 -　選抜体重別　3位
- 2003年 -　選抜体重別　3位
- 2003年 -　実業個人選手権　優勝
- 2003年 -　青島国際　2位
- 2004年 -　実業個人選手権　2位

(出典、JudoInside.com)